# Тимковский, Николай Иванович
Николай Иванович Тимковский (15 [27] апреля 1863, Москва, Российская империя — 18 февраля 1922, Москва, СССР) — русский драматург, писатель, публицист. Член литературного кружка «Среда».

## Биография
Родился 15 (27) апреля 1863 года в семье чиновника московского коммерческого суда, титулярного советника Ивана Никаноровича Тимковского, происходившего из духовного звания; мать — Серафима Васильевна, из дворян Краснопевцевых. Окончил 1-ю московскую гимназию (1879) и словесное отделение историко-филологического факультета Московского университета (1886, кандидат университета). Несколько лет готовился к магистерскому экзамену по философии, но вместо этого решил посвятить себя литературе.
В середине 1880-х годов познакомился с Л. Н. Толстым. Автор ряда рассказов, опубликованных в «Русской мысли», «Северном вестнике», «Артисте», «Русском богатстве», «Русских ведомостях», «Курьере», «Журнале для всех», «Жизни» и в благотворительных сборниках. Один из этих рассказов, «Вьюга» (1890), получил благожелательный отзыв Л. Н. Толстого: «Рассказ недурно написан и по мысли очень хорош». Известность принесла ему повесть «Сергей Шумов» (1896).
Занимался народным театром, составил вместе с Н. А. Поповым книгу «Народный театр. Сборник» (1896). Широкой популярностью пользовалась пьеса «Сильные и слабые» (1902), принесшая ему хороший материальный доход. Более поздние драматические произведения успеха не имели, по мнению Вересаева Тимковский «исписался».
Публиковал также стихотворения и статьи по вопросам воспитания, народного образования, народного театра.
С 31 января 1903 года — действительный член Общества любителей российской словесности.
Современниками считался чудаком, имевшии при том и немалые достоинства.
Был женат, имел двух дочерей.
Умер от воспаления лёгких (по другим сведениям — от инсульта). Похоронен на Ваганьковском кладбище (14 уч.).

## Пьесы
- «Шашки»
- «У страха глаза велики»
- «Муравейник»
- «Два лагеря» (1895)
- «Гувернантка» (1896)
- «Защитник» (1897)
- «В борьбе за жизнь» (1897)
- «Сильные и слабые» (1902)
- «Дело жизни» (1903)
- «Тьма» (1904)
- «Грань» (1911)
- «Тень» (1913)
- «Убежище» (1907; Первая премия конкурса им. А. Н. Островского)

## Избранная библиография
- Повести и рассказы. Том первый. Издание 1-е, тираж 4200, 1900 год, СПб.
- Повести и рассказы. Том первый. Издание 2 -е, тираж 3600, 1904 год, М.
- Повести и рассказы. Книга II, Издание 1 -е, тираж 4300, 1901 год, М.
- Повести и рассказы. Том третий. Издание 1 -е, тираж 3200, 1905 год, М.
- Повести и рассказы. Том четвёртый. Издание 1 -е, тираж 5000, 1909, издательство «С. Дороватовского и А. Чарушникова».
- Повести и рассказы. Тома V, VI и VII изданы в 1910−1911 годах без указания издателя. Первые 4 тома изданы  издательством  «С. Дороватовского и А. Чарушникова».
- Сочинения, кн. 1—13. М., 1914-19.
- Пьесы, т. 1-2. М., 1908.
- О Л. Н. Толстом // Сборник воспоминаний о Л. Н. Толстом. — М.: Златоцвет, 1911. — С. 34—50. — 176 с.
- Мои первые свидания с Л. Н. Толстым // Сборник воспоминаний о Л. Н. Толстом. — М.: Златоцвет, 1911. — С. 51—53. — 176 с.